# Pacha Jatha Willka
Luis Alberto Cáceres Gómez  conocido como Pacha Jatha Willka (Puno, 20 de agosto de 1957 - San Sebastián, 24 de setiembre de 2021) fue un poeta y escritor peruano. Era un poeta muy ligado a la mística puneña, su poesía habla sobre todo de los pueblos quechuas y aimaras, de su desarrollo cultural, del Lago Titicaca y los Apus.

## Biografía
Nació en Puno el año 1957. Desde muy joven se sintió atraído por las artes, participando de manera activa en la Agrupación Puno de Arte Folklórico y Teatro, así como en el grupo de teatro Escena Inca.
Fue Regidor de Municipalidad Provincial de Puno de 1984 a 1986 y Director Regional de Cultura de la Región José Carlos Mariátegui.  Ganó el Primer Premio Departamental de Poesía convocado por el Instituto de Cultura Andina, dirigido por Ernesto More y Augusto Ramos Zambrano, Cofundador del Grupo Quaternario, Artistas Puneños Contemporáneos y fundador de la Agrupación Cultural Yatiri.
Falleció en 2021 en San Sebastián, donde radicó sus últimos años y logró completar dos libros de cuentos, denominados "La máquina de gobernar" y "La tarea del cóndor".

## Obras
- 1988: Invenciones (poesía)
- 1999: Luz de lluvia (poesía)
- 2004: Wayrita (poesía)

- 2007: La máquina de gobernar (cuentos)[6]
- 2018: La tarea del cóndor (cuentos)